# Дальній Кезек
Дальній Кезе́к (рос. Дальний Кезек) — селище у складі Таштагольського району Кемеровської області, Росія. Входить до складу Шерегеського міського поселення.

## Населення
Населення — 17 осіб (2010; 26 у 2002).
Національний склад (станом на 2002 рік):
- шорці — 100 %